# Risata nel buio
Risata nel buio, a volte tradotto in Camera oscura (in russo Камера обскура?), è un romanzo di Vladimir Nabokov, pubblicato per la prima volta in russo nel 1932. È un romanzo breve che affronta il tema dell'ossessione di un uomo anziano per una giovane ragazza, ed è oggi considerato un importante precursore di Lolita. 

## Storia editoriale
Il romanzo fu pubblicato a puntate su un giornale di emigrati negli anni 1930. In seguito, è stato tradotto in inglese da Winifred Roy con il titolo Camera Obscura e venne pubblicato nel gennaio 1936 dalla casa editrice John Long.
L'autore rimase insoddisfatto della traduzione di Roy, in quanto era a detta sua “sciatta” e “piena di errori”. Il 6 maggio 1938 la casa editrice americana New Directions pubblicò una seconda edizione, dal titolo Laughter in the Dark, ritradotta in inglese dallo stesso Nabokov. In questa versione furono apportate diverse modifiche. L'autore riscrisse interamente il primo capitolo, ribattezzò Magda in Margo, portando la sua età a 18 anni, e diede anche ad altri personaggi nomi diversi. La versione finale è stata pubblicata nella stessa casa editrice nel 1960.

## Opere derivate
Dal romanzo nel 1969 è stato realizzato il film In fondo al buio di Tony Richardson, con Nicol Williamson e Anna Karina.

## Edizioni italiane
- Vladimir Nabokov, Camera oscura, collana Narratori e prosatori italiani e stranieri, traduzione di Alessandra Ibjina, Milano, Muggiani, 1947.
- Vladimir Nabokov, Risata nel buio, collana I libri del pavone, traduzione di Anna Malvezzi, Milano, Mondadori, 1961.
- Vladimir Nabokov, Una risata nel buio, collana Biblioteca Adelphi, traduzione di Franca Pece, Milano, Adelphi, 2016.